# Ameur Seflia
Ameur Seflia (en àrab عامر السفلية, ʿĀmir as-Sufliyya; en amazic ⵄⴰⵎⵔ ⵙⴼⵍⵢⵢⴰ) és una comuna rural de la província de Kénitra, a la regió de Rabat-Salé-Kenitra, al Marroc. Segons el cens de 2014 tenia una població total de 28.540 persones.